# اداره (فصل ۵)
فصل پنجم مجموعه کمدی تلویزیونی اداره نخست در فصل تلویزیونی سال ۲۰۰۸–۲۰۰۹ در ایالات متحده در شبکه ان‌بی‌سی در ۲۵ سپتامبر ۲۰۰۸ به نمایش درآمد و در ۱۴ مه ۲۰۰۹ به پایان رسید. فصل پنجم شامل ۲۸ ساعت و نیم محتوا بود که به ۲۴ قسمت نیم ساعته و دو قسمت طولانی تقسیم شده بود. اداره اقتباسی آمریکایی از مجموعه تلویزیونی بریتانیایی به همین نام است و در قالب مستندنما ارائه می‌شود و زندگی روزمره کارمندان اداره‌ای در شرکت ساختگی داندر میفلین در اسکرانتون، پنسیلوانیا را به تصویر می‌کشد. در این فصل استیو کرل، رین ویلسون، جان کرازینسکی، جینا فیشر و بی جی نواک به عنوان نقش اصلی و اد هلمز، ملورا هاردین، لسلی دیوید بیکر، برایان بومگارتنر، کرید برتن، کیت فلانری، میندی کالینگ، آنجلا کینزی، پل لیبرشتاین، اسکار نونز، کریگ رابینسون و فیلیس اسمیت به عنوان نقش‌های مکمل بازی می‌کنند.
فصل پنجم اداره پنجشنبه‌ها ساعت ۹:۰۰ بعد از ظهر (شرقی) پخش می‌شد. این فصل از طریق دی‌وی‌دی و در یک مجموعه جعبه ای حاوی پنج دیسک شامل ۲۸ قسمت با تفسیرهای صوتی در قسمت‌های منتخب توسط رسانه خانگی یونیورسال پیکچرز منتشر شد.

## تولید
فصل پنجم مجموعه توسط رویل پروداکشنز و دیدل-دی پروداکشنز با همکاری با یونیورسال تله‌ویژن در ماه ژوئیه ۲۰۰۸ منتشر شد. این مجموعه بر اساس نسخه بریتانیایی ساخته شده توسط ریکی جرویز و استیون مرچنت اقتباس شده‌است و هر دوی آنها تهیه‌کننده‌های اجرایی نسخه آمریکایی نیز هستند. اداره تولید شده توسط گرگ دنیلز است که همچنین تهیه‌کننده اجرایی و شورانر نیز می‌باشد. . دنیلز در این فصل نقش محدودی داشت، و یک قسمت هم نویسندگی نکرد، زیرا او مشغول نوشتن فیلمنامه مجموعه تازه خود بود، پارک‌ها و تفریحات بود که او با نویسنده و تهیه‌کننده اداره ، مایکل شور که کار نویسندگی در مجموعه اداره را برای تمرکز در مجموعه جدید رها کرد، در حال ساخت بود. تمام نویسندگان فصل پیش با اعضای نویسندگی متشکل از میندی کالینگ، بی جی نواک، پل لیبرشتاین، لی آیزنبرگ، جین استوپنیتسکی ، جنیفر سلوتا، برنت فورستر و جاستین اسپیتزر بازگشتند. در این فصل تعداد زیادی از اعضای جدید نویسندگان از جمله رایان کوه، آرون شور، چارلی گرندی ، آنتونی کیو فارل، وارن لیبرشتاین و هالستد سالیوان به گروه تولیدی افزوده شدند. پل لیبرشتاین و جنیفر سلوتا به تهیه‌کنندگان اجرایی ارتقاء یافتند و پل لیبرشتاین مقام دنیلز را به عنوان شورانر گرفت. میندی کالینگ، بی جی نواک، آیزنبرگ و استوپنیتسکی تهیه‌کنندگان مشترک اجرایی بودند. لوئیز و فارستر تولیدکنندگان مشاور و اسپیتزر و گرندی تهیه‌کننده بودند.